# Smittium perforatum
Smittium perforatum är en svampart som beskrevs av M.C. Williams & Lichtw. 1988. Smittium perforatum ingår i släktet Smittium och familjen Legeriomycetaceae.   Inga underarter finns listade i Catalogue of Life.